# Bracon inquilinator
Bracon inquilinator är en stekelart som först beskrevs av De Saeger 1943.  Bracon inquilinator ingår i släktet Bracon och familjen bracksteklar. Inga underarter finns listade.